# Hybanthus serrulatus
Hybanthus serrulatus är en violväxtart som beskrevs av Paul Carpenter Standley. Hybanthus serrulatus ingår i släktet Hybanthus och familjen violväxter. Inga underarter finns listade i Catalogue of Life.